# Припікання

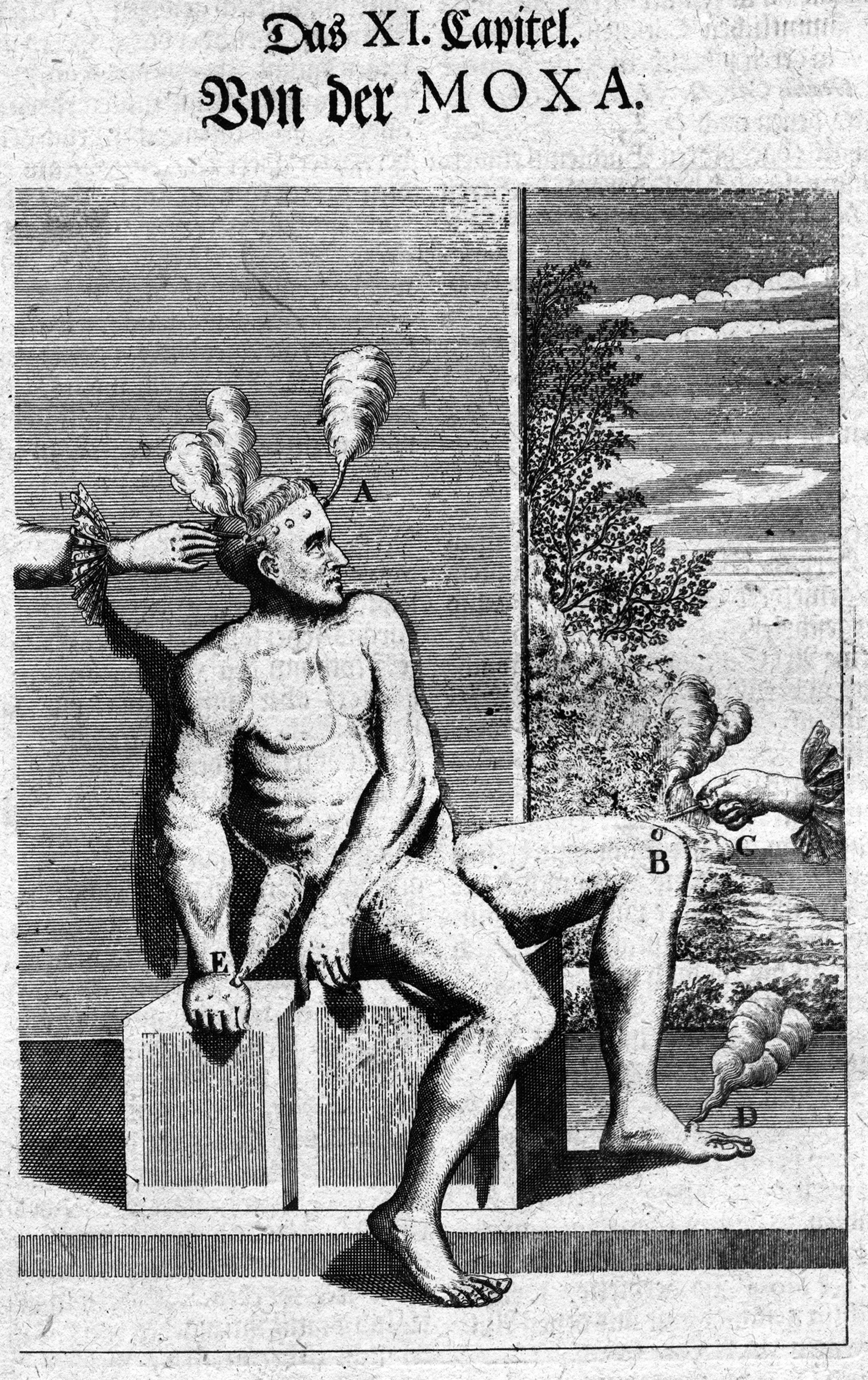
Припікання в «Museum Museorum» Міхаеля Бернгарда Валентині (Франкфурт-на-Майні, 1714)

Припіка́ння — у медицині, це метод впливу на тканини живого організму з метою оздоровлення різноманітним факторами наслідком дії яких є виникнення опіка.
У ТКМ припіка́ння (кит.: 灸; піньїнь: jiǔ) — це терапія, яка полягає в спалюванні висушеного полину (wikt:moxa) на певних точках тіла. Він відіграє важливу роль у традиційних медичних системах Китаю, Японії, Кореї, В'єтнаму та Монголії. Постачальники зазвичай витримують полин і подрібнюють його до стану пуху; практикуючі спалюють ворс або переробляють його далі в паличку у формі сигари. Вони можуть використовувати його опосередковано, за допомогою акупунктурних голок, або «спалити» його на шкірі пацієнта.

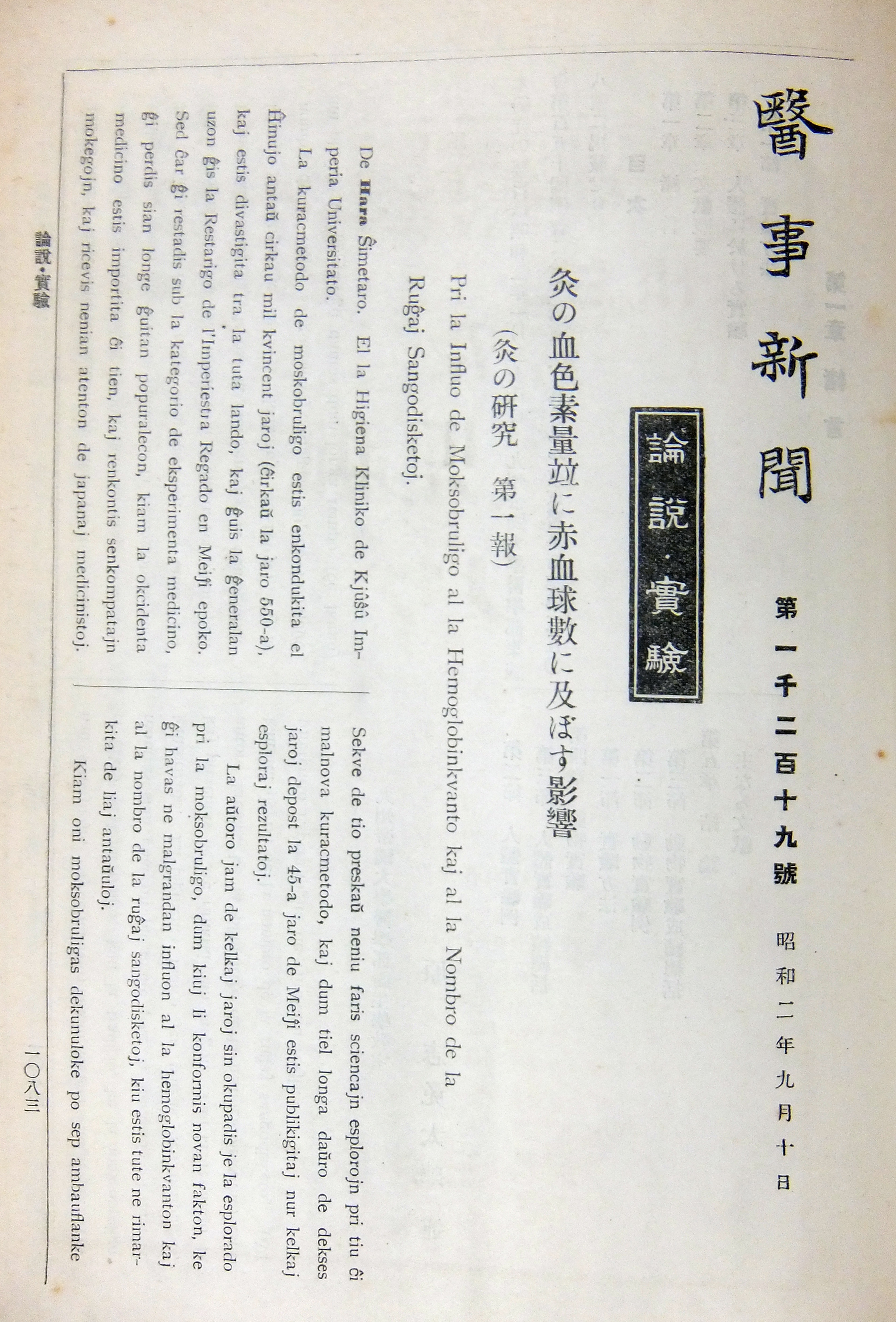
Перша сторінка Шіметаро Хари: «Вплив мокси на гемоглобін і кількість еритроцитів». Ідзі Шінбун, №. 1219, 10 вересня 1927 р. (Підсумок на есперанто)

Відбувається нанесення з лікувальною метою хімічних, термічних, електричних і променевих опіків. Припікання за допомогою електричного струму називається електрокоагуля́цією.
Застосовують припікання для руйнування невеликих пухлин шкіри, родимок, надмірних грануляцій, бородавок, мозоль, татуювання, розростань слизової оболонки; у хірургічній практиці — для спинення кровотечі, для розділу тканин тощо. Припікання пропагується як засіб для лікування широкого спектру станів, але його використання не підтверджується достовірними доказами та несе ризик побічних ефектів.

## Припікання у ТКМ

### Термінологія
Перші західні зауваження щодо припікання можна знайти в листах і звітах, написаних португальськими місіонерами в Японії 16-го століття. Вони назвали це botão de fogo (вогнева кнопка), термін, який спочатку використовувався для західних каутерів прасок з круглою головкою. Герман Бушофф, який опублікував першу західну книгу з цього питання в 1674 році (англійське видання 1676), використовував японську вимову «могуса». Оскільки u вимовляється не дуже чітко, він написав його «Moxa». Пізніші автори змішували до «Moxa» латинським словом combustio («горіння»).
Назва виду трави Artemisia (полину), який використовується для виробництва мокси, називається «ài» або «àicǎo» (艾, 艾草) в Китаї та йомоґі (蓬) у Японії.
Китайські назви припікання такі jiǔ ( 灸) чи jiǔshù ( 灸術); японці використовують ті самі символи та вимовляють їх як kyū та kyūjutsu. Корейською мовою читання є tteum (뜸). Корейський фольклор приписує розвиток припікання легендарному імператору Тангуну.

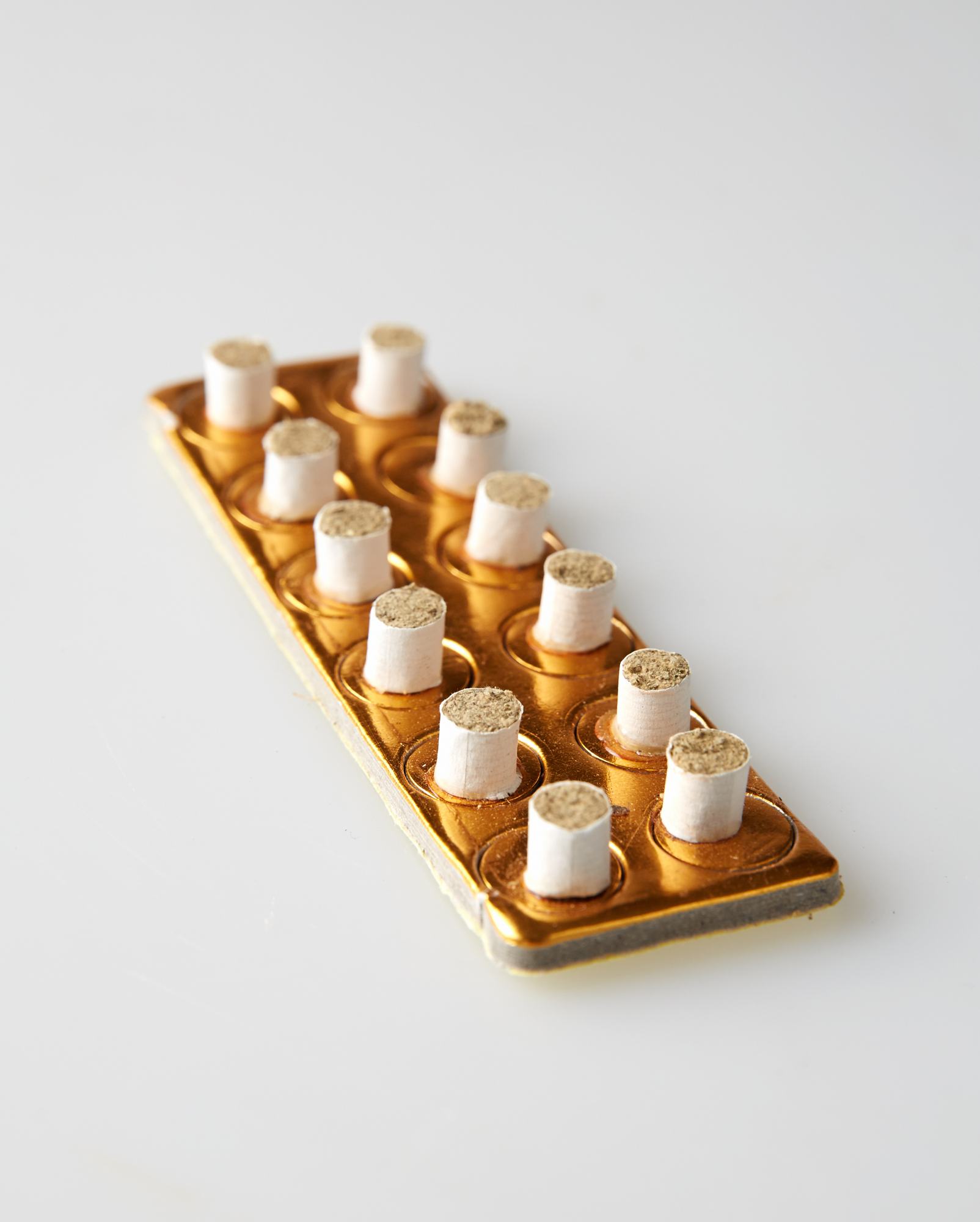
Корейський набір tteum
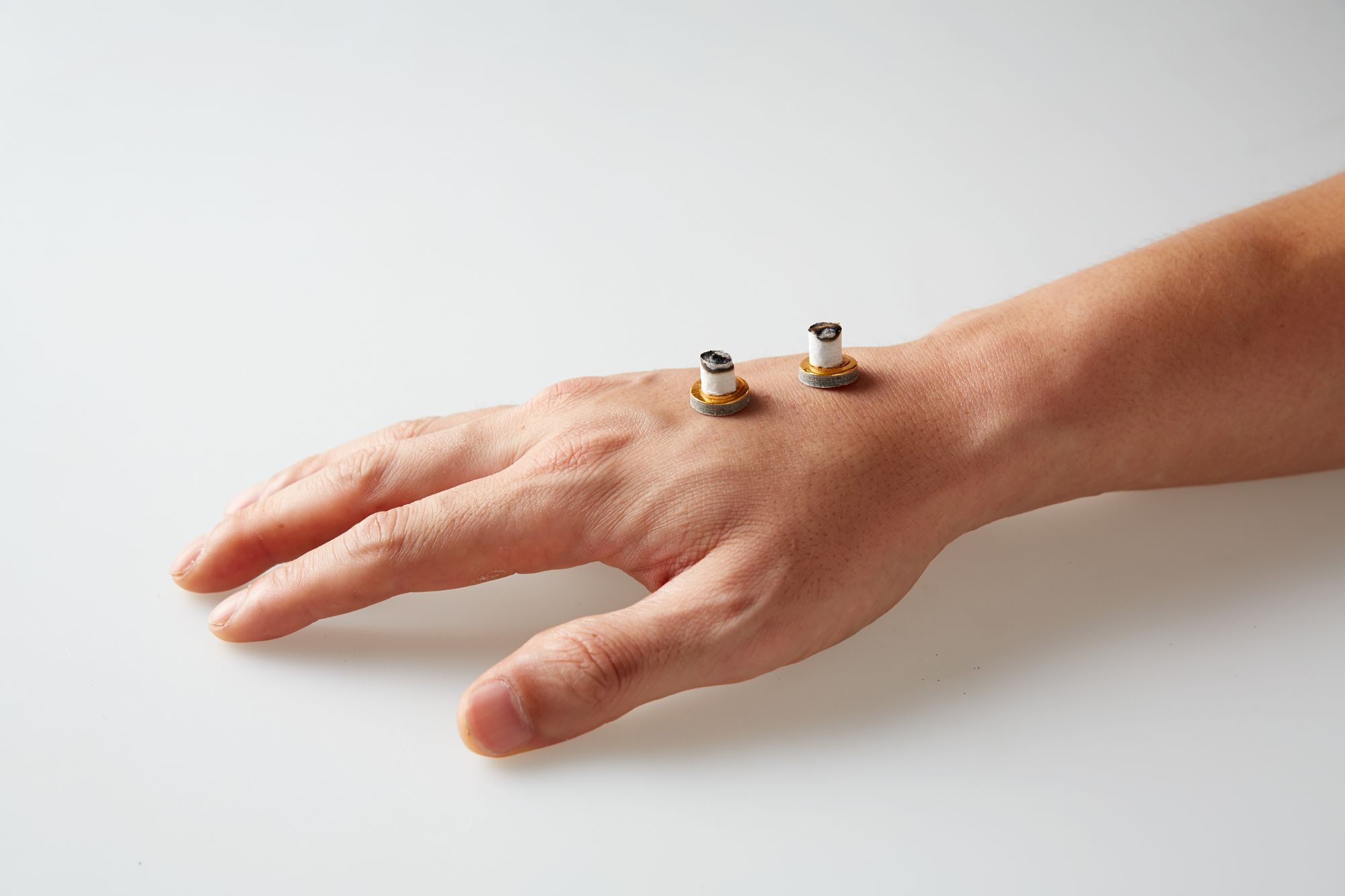
Застосування tteum на тильній стороні долоні
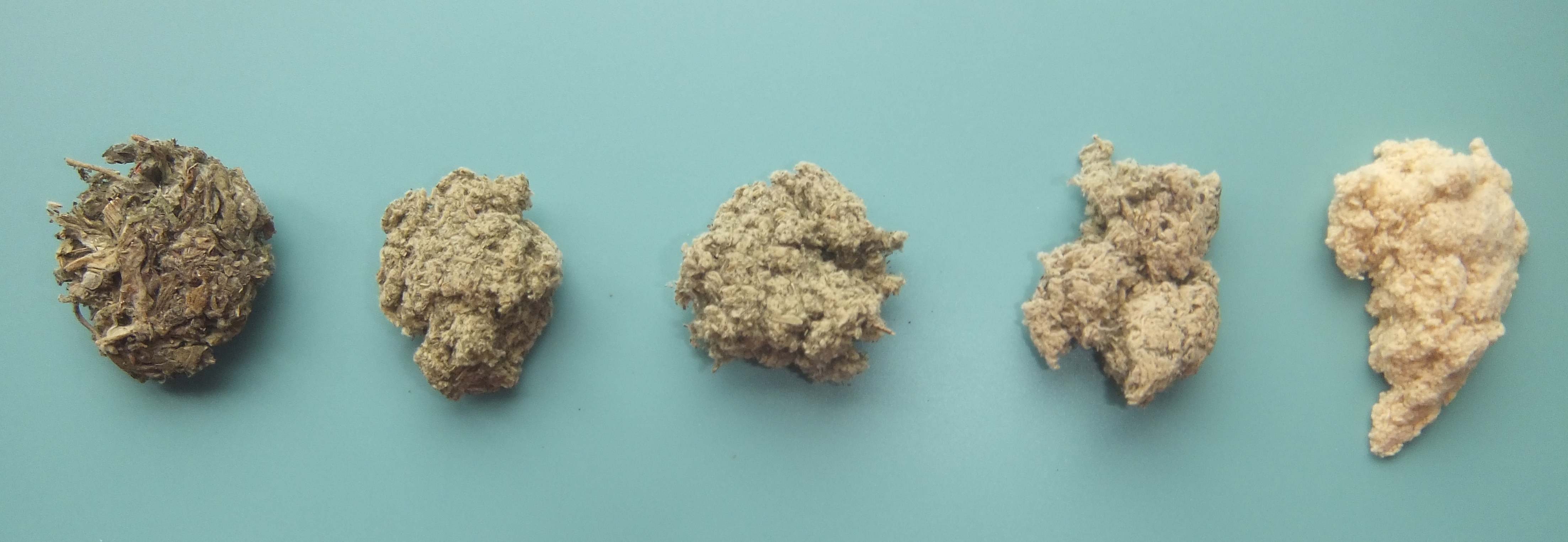
Зразки японської мокси. Зліва направо: полин оброблений (1 етап); оброблений полин (2 стадія); груба мокса для непрямого припікання; звичайна якість для непрямого і прямого припікання; Висока якість для прямого припікання.
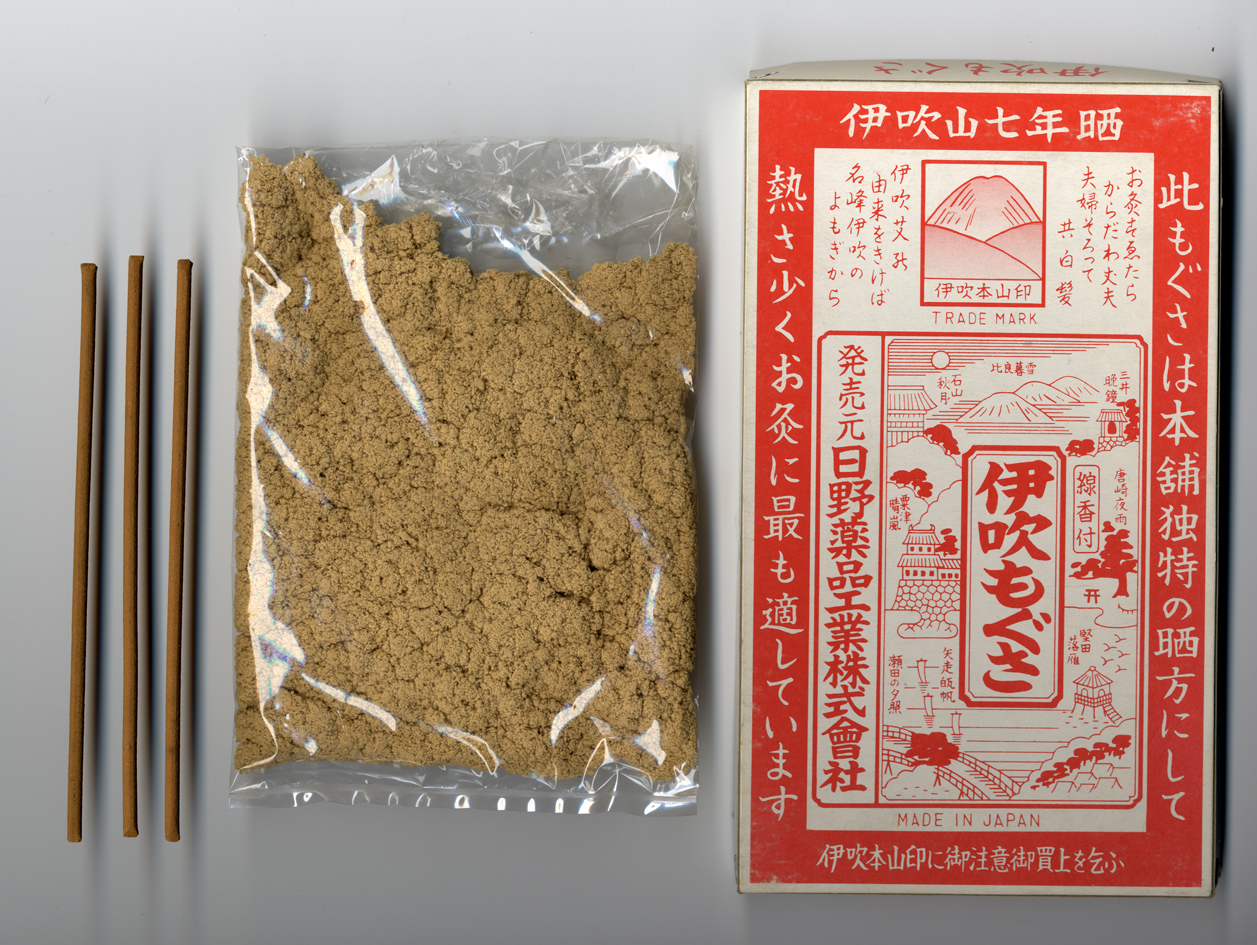
Традиційний набір для припікання з Майбара (Японія)
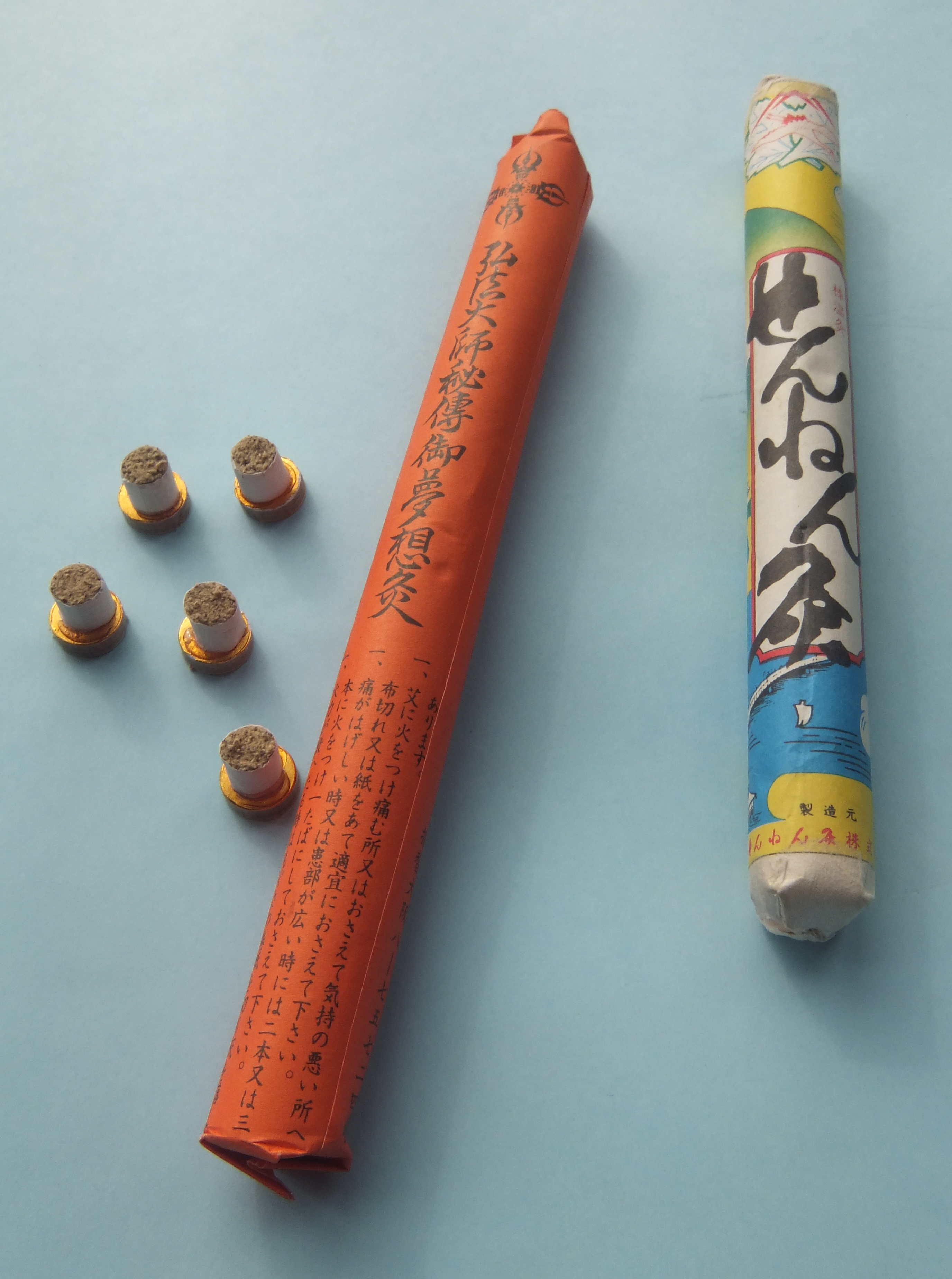
Мокса (ліворуч) і рулони мокси (праворуч), що використовуються для непрямої термічної обробки мокси. Наклейка мокса — це сучасний продукт, який продається в Японії, Кореї та Китаї. Зазвичай основа самоклеїться до точки лікування.

### Теорія і практика
Практикуючі використовують моксу для зігрівання областей і точок акупунктури з наміром стимулювати циркуляцію через точки та спонукати більш плавний потік крові та ці. Деякі вважають, що вона може лікувати захворювання, пов’язані з «застудою» або «дефіцитом ян» у китайській медицині. Стверджується, що припікання пом’якшує холод і вогкість в тілі та може сприяти перетворенню сідничних пологів.
Лікарі стверджують, що припікання є особливо ефективним у лікуванні хронічних проблем, «дефіцитних станів» (слабкість) і геронтології. Бянь Цао (приблизно 500 р. до н. е.), один із найвідоміших напівлегендарних лікарів давнини Китаю та перший спеціаліст із припікання, обговорював переваги мокса над акупунктурою у своїй класичній праці «Bian Que Neijing». Він стверджував, що мокса може додати організму нову енергію та лікувати як надлишок, так і дефіцит.
Практикуючі можуть використовувати акупунктурні голки, виготовлені з різних матеріалів у поєднанні з моксою, залежно від напрямку потоку «ці», який вони хочуть стимулювати.
Існує кілька методів припікання. Три з них - пряме рубцювання, пряме без рубцювання та непряме припікання. Пряме припікання з рубцями поміщає невеликий конус мокси на шкіру в точці акупунктури та спалює його, доки на шкірі не з’являться пухирі, які після загоєння залишаються рубцями. Пряме припікання без шрамів видаляє палаючу моксу до того, як шкіра обпічена достатньо, щоб утворилася шрам, якщо тільки палаюча мокса не залишається на шкірі занадто довго. При непрямому припіканні сигару з мокси тримають біля точки акупунктури, щоб нагріти шкіру, або тримають її на акупунктурній голці, вставленій у шкіру, щоб нагріти голку. There is also stick-on moxa.
«Chuanwu lingji lu» (Запис суверенних вчень) Чжана Юхена був трактатом про аку-моксу, написаним у 1869 році та містить декілька кольорових ілюстрацій точок на тілі, куди мокса могла бути застосована для лікування скарг.

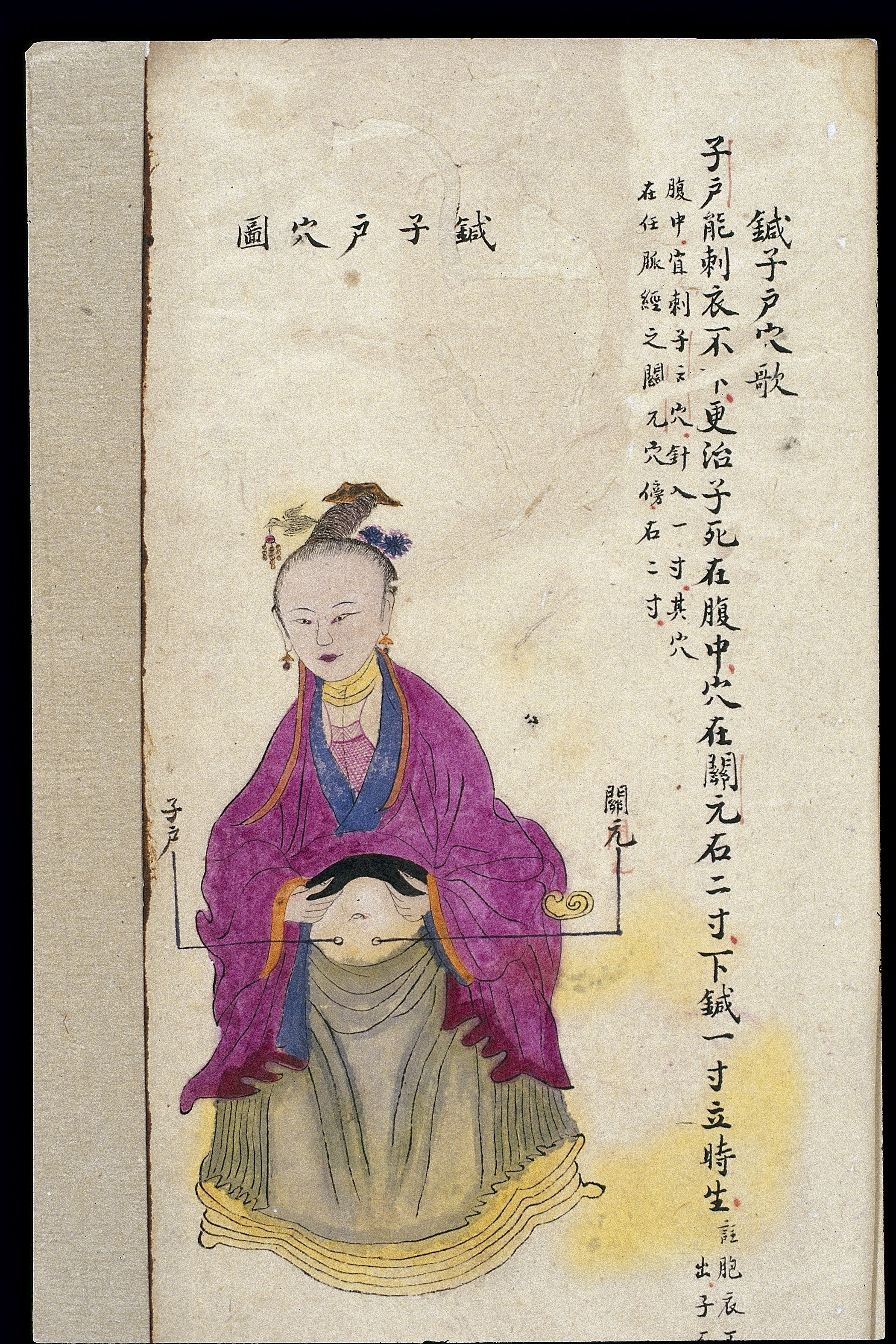
Точку шийки матки використовували для лікування затримки плаценти та внутрішньоутробної смерті.
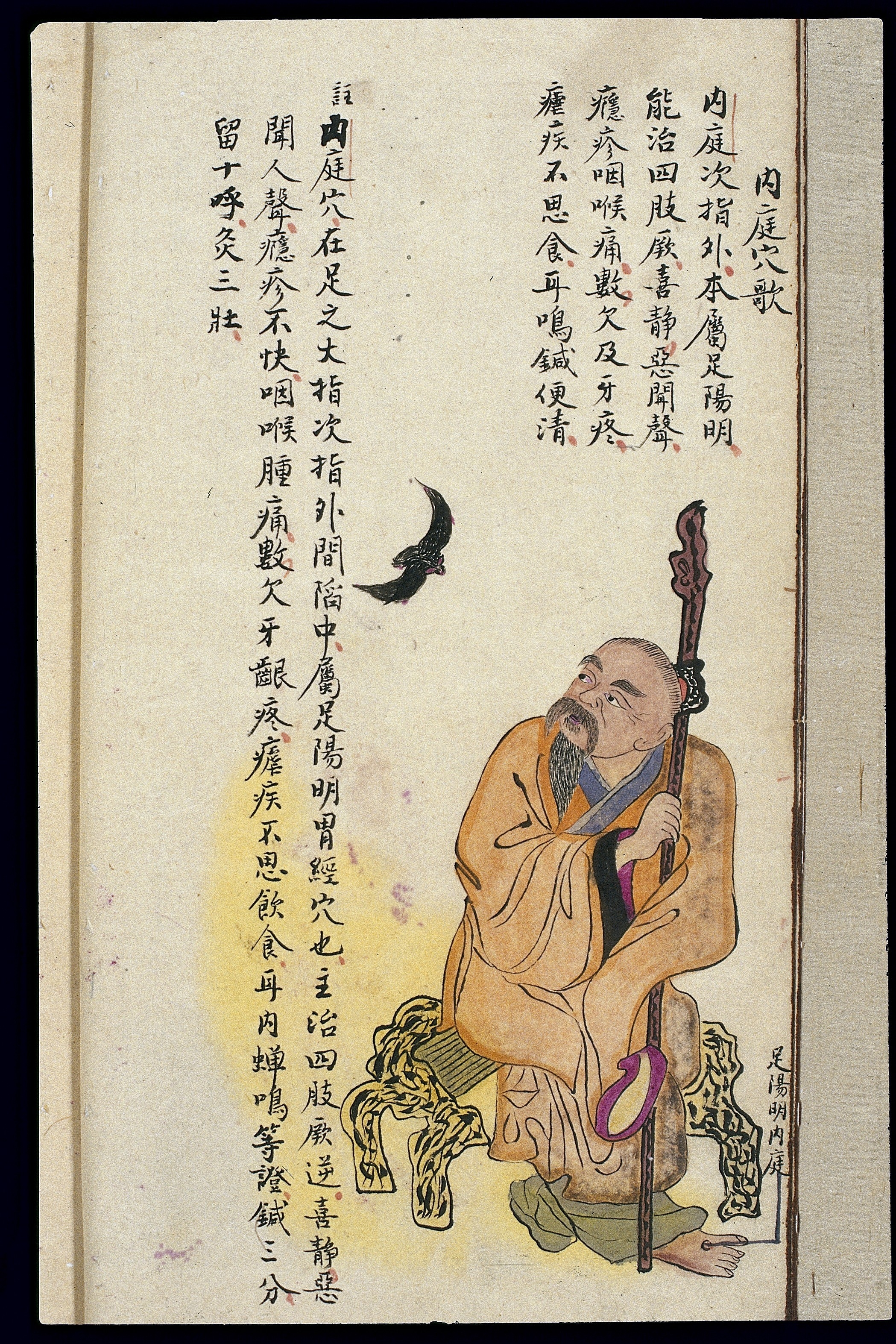
Точку Нейтинга використовували для лікування ретроградного холоду (jueni) кінцівок; відразу до шуму; рясний спалах віспи; хворобливе, запалене горло; невпинний зубний біль; позіхання і сонливість; відсутність апетиту і пиття; шум у вухах (букв. цвіркун у вусі); ague (nüeji) тощо.
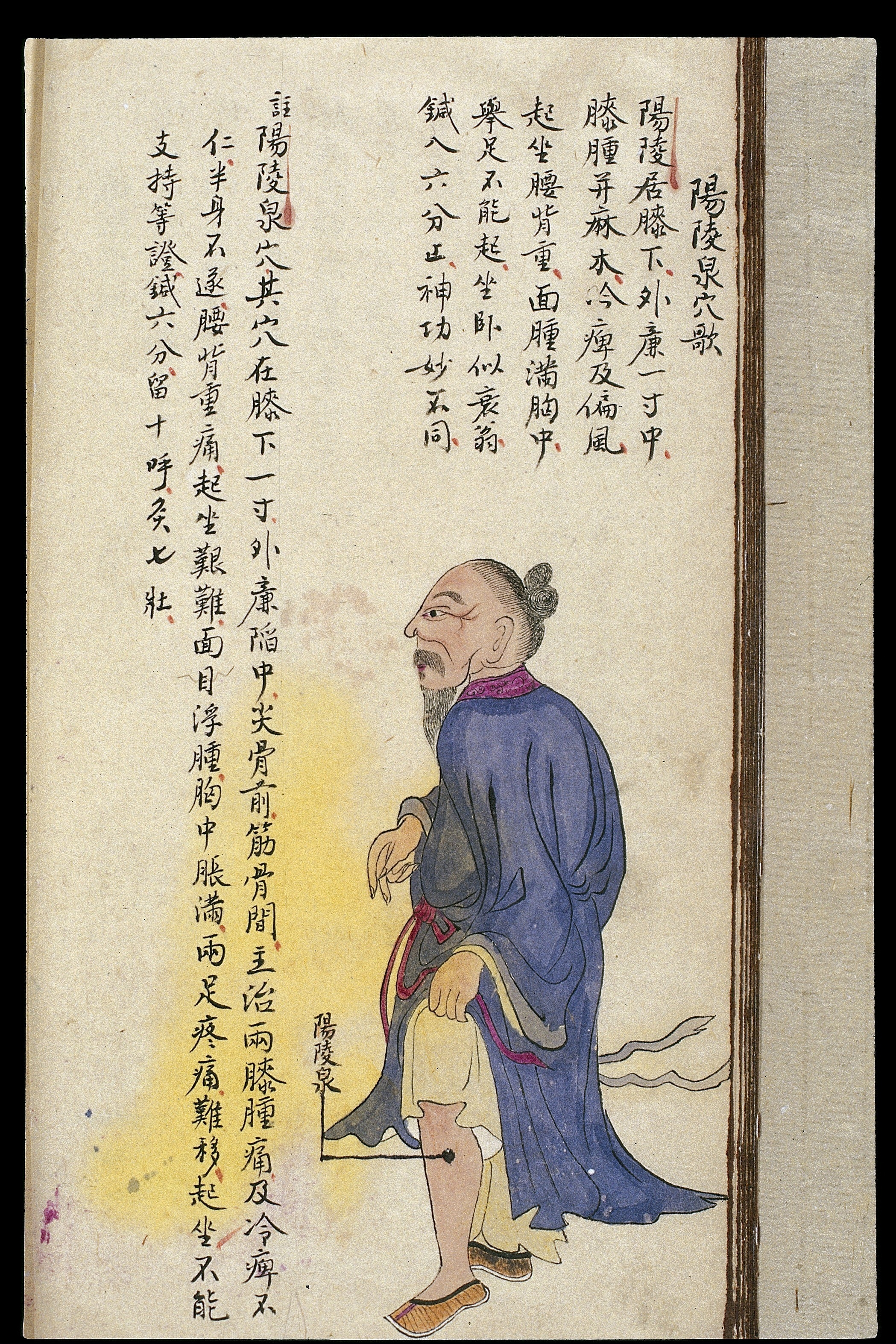
Точка Yanglingquan була використана від болю і набряків у стопах і колінах; хвороби вітрово-холодно-вологого завалу (бі); одностороннього паралічу; важкого, ниючого відчуття в спині, що ускладнює сидіння або стояння; набряку обличчя (фужун); розпирання та відчуття повноти (чжанман) у грудях тощо.
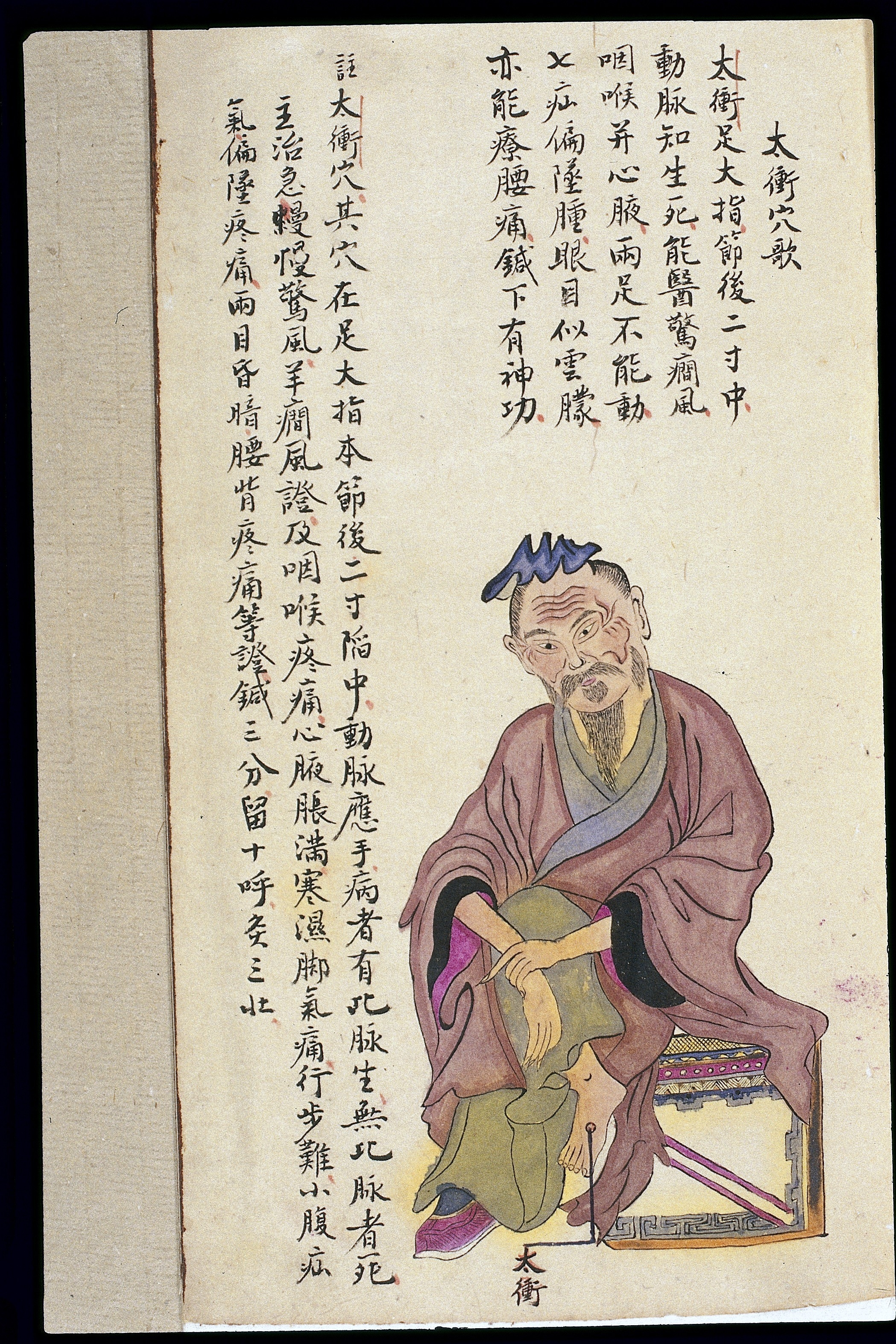
Точка Тайчжун показана при гострих і хронічних інфантильних судомах (букв. переляк вітру, цзинфен); епілепсіях (діанксіан) і судомах; болю в горлі; розпиранні і відчутті повноти (чжанман) у грудях і боках; холодно-вологі бері-бері (цзяоци); труднощах при ходьбі; грижі (шаньци); тьмяному зорі; болі у спині тощо.
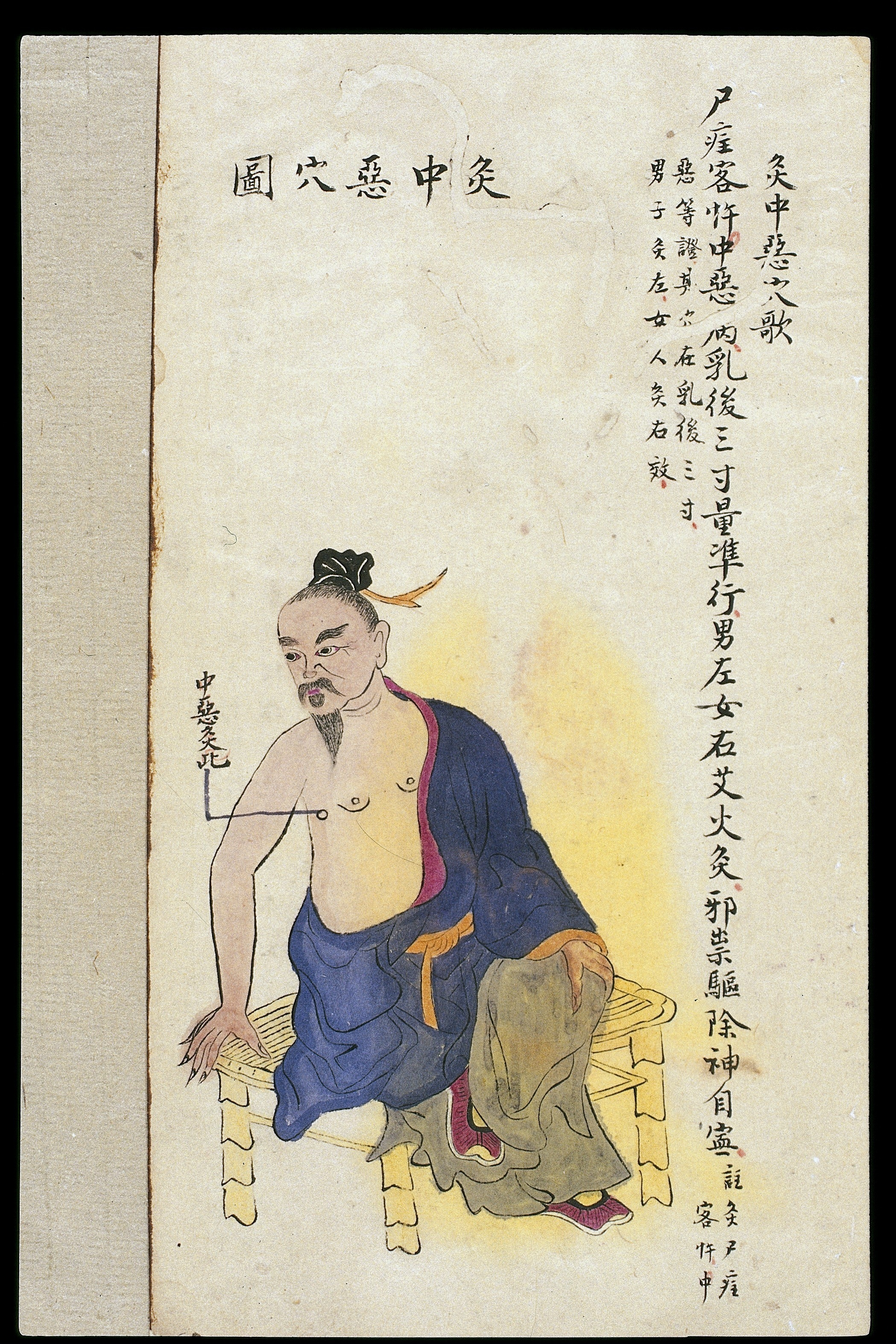
Точка zhong 'e була мішенню для трупної інфекції (shizhu) і недоброзичливого відвідування (kewu), злоякісного нападу (zhong 'e) [форми одержимості демонами] тощо. Припікання відбувається ліворуч для чоловіків і праворуч для жінок пацієнтів.
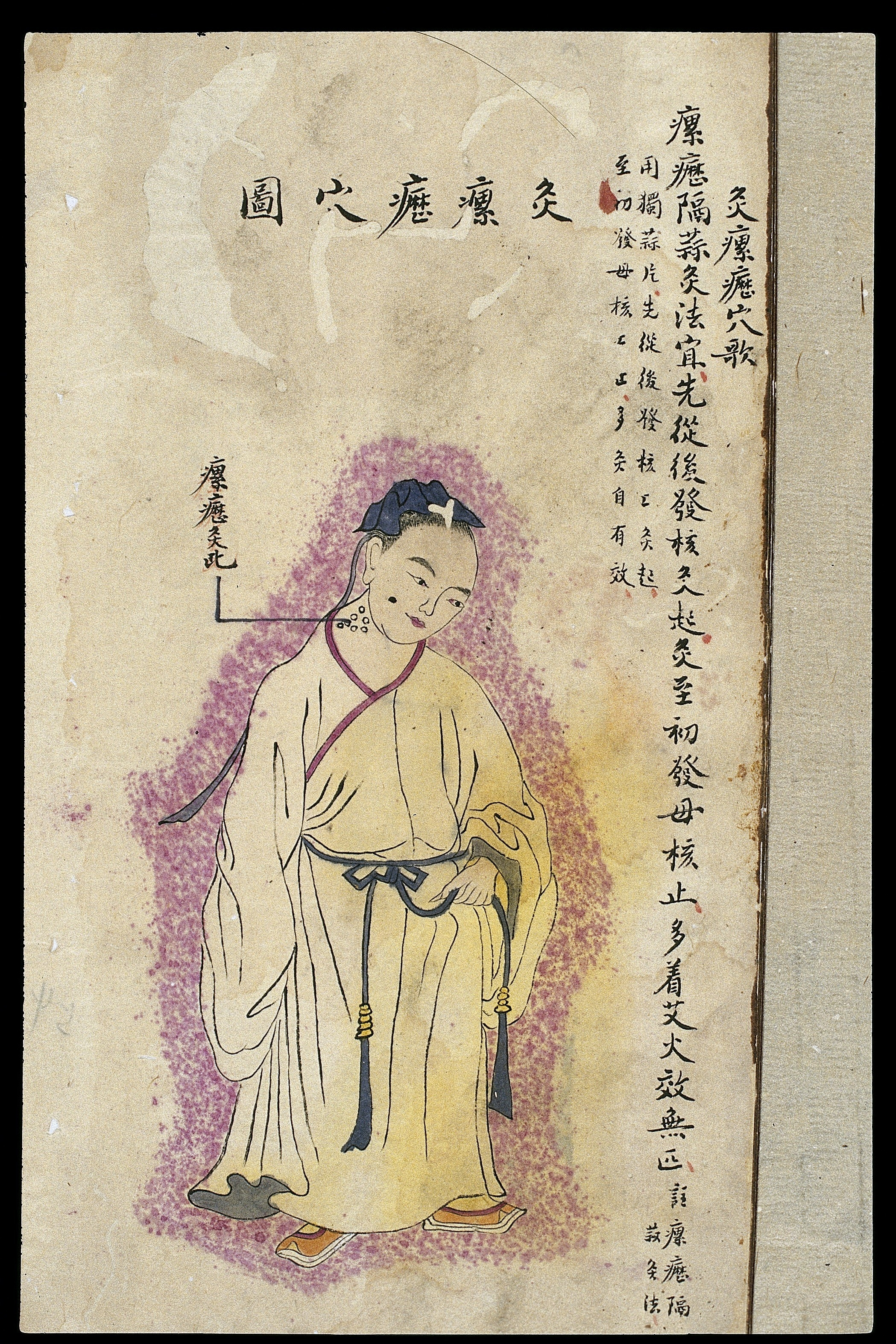
Золотуху слід було лікувати на місці її появи за допомогою припікання часниковою перегородкою (gesuan jiufa).

### Ефективність і безпека
Більшість досліджень припікання походять з Китаю і, як правило, мають низьку якість. Стверджується, що він ефективний при різноманітних станах, а деякі лікарі пропагують його як панацею.
Кокранівська співпраця виявила обмежені докази використання припікання для корекції сідничних пологів немовлят і закликав до додаткових експериментальних досліджень. Побічні ефекти включали нудоту, подразнення горла та біль у животі від скорочень. Припікання також вивчали для лікування болю, злоякісних пухлин, інсульту, неспецифічного виразкового коліту, запору, та гіпертензії. Систематичні огляди показали, що ці дослідження є низької якості, а позитивні результати можуть бути наслідком упередженості публікації.
Припікання несе ризик побічних ефектів, включаючи опіки та інфекції.

## Паралельне використання полину
Полин серед інших трав часто зв’язували в паличку для розмазування. Чумаші з південної Каліфорнії мають подібний ритуал. Європейці клали гілочки полину під подушки, щоб викликати сни; і ця трава асоціювалася з практикою магії в англосаксонські часи.